# Bella Block: Die schönste Nacht des Lebens
Die schönste Nacht des Lebens ist ein deutscher Fernsehfilm von Andreas Senn aus dem Jahr 2015. Es handelt sich um den 36. Filmbeitrag der Filmreihe Bella Block.

## Handlung
Der Offiziersanwärter Fritz Mühlstadt wird leblos aus der Elbe geborgen. Kommissarin Bella Block befindet sich eigentlich im Ruhestand und wird vom Staatsanwalt darum gebeten, diesen Fall ausnahmsweise mit zu übernehmen, da der Justiz in dieser Angelegenheit gewisse Grenzen gesetzt sind, an die sie sich als Privatperson nicht halten muss. Sie ermittelt an der Seite von Malte Schnaak, zu dem sie ein recht angespanntes Verhältnis hat.
Bei der Befragung gibt die Marine an, Mühlstadt sei betrunken vom Mast gefallen. Block und Schnaak zweifeln an dieser Aussage und ermitteln in alle Richtungen. Nach den Ergebnissen der Gerichtsmedizin wurde gegen den jungen Mann massive Gewalt angewendet, was an einem Unfall zweifeln lässt.
Bella Block will sich ein genaues Bild von den Todesumständen machen und begibt sich auf das Segelschulschiff, auf dem Mühlstadt gedient hatte. Dort steht sie allerdings einer Mauer des Schweigens gegenüber. Die fünf Kadetten, die den Abend mit Mühlstedt gefeiert hatten, geben an, alle zu betrunken gewesen zu sein, um sich an Details zu erinnern. Bella Block ist klar, dass dies nicht stimmt, und sie versucht mit allen Mitteln, die jungen Leute aus der Reserve zu locken. Sie erhofft sich von Kadettin Kati Brandner am ehesten Anhaltspunkte zu dem Geschehenen, doch Brandner ist offensichtlich „krank vor Angst“ und redet nicht. Daher überredet sie die junge Kommissarin Emma Jensen, zu versuchen, das Vertrauen von Brandner zu gewinnen. Dieser Plan geht auf, doch erfährt sie auch auf diese Weise nichts Näheres über die Vorkommnisse jener Nacht. Auch die Obrigkeit der Marineleitung blockt weiter ab und zeigt offenkundig, dass sie kein Interesse daran hat, den „unglücklichen Unfall“ gänzlich aufzuklären.
Bella Block findet heraus, dass Fritz Mühlstadt homosexuell war. Damit erschließt sich endlich ein Motiv. Nach mühsamen Recherchen finden die Ermittler Hinweise darauf, dass der Kadett von seinen Kameraden vergewaltigt und daraufhin zum Schweigen gebracht wurde. Darauf angesprochen leugnen die fünf Kadetten, Mühlstadt etwas angetan zu haben. Letztendlich gibt Kati Brandner den entscheidenden Hinweis auf den Ersten Offizier Thorsten Schmalbrink, der ebenfalls homosexuell ist und mit dem Opfer ein kurzzeitiges Verhältnis hatte. Da Mühlstadt vorhatte, sich und damit auch ihn zu outen, dürfte dies das Tatmotiv gewesen sein. Doch Bella Block kann dies am Ende nicht beweisen.

## Produktionsnotizen
Die schönste Nacht des Lebens wurde vom 11. September bis zum 16. Oktober 2014 in Hamburg und Travemünde gedreht und am 4. April 2015 um 20:15 Uhr im ZDF erstausgestrahlt. Eine Vorpremiere gab es am 3. März 2015, als der Film zur Eröffnung des Deutschen Fernsehkrimi-Festivals in Wiesbaden gezeigt wurde.
Einige Szenen des Fernsehfilms wurden auf dem Segelschiff Alexander von Humboldt II bzw. an Land mit ihr im unmittelbaren Hintergrund gedreht.

## Rezeption

### Einschaltquote
Bei der Erstausstrahlung von Die schönste Nacht des Lebens am 4. April 2015 im ZDF wurde der Film in Deutschland von insgesamt 5,78 Millionen Zuschauern gesehen und erreichte einen Marktanteil von 19,9 Prozent.

### Kritik
Rainer Tittelbach von tittelbach.tv meinte: „Der Film von Andreas Senn nach dem Buch von Susanne Schneider setzt nicht nur auf unterschiedliche Wertsysteme; er ist auch ein Fest der Gewerke: top besetzt, faszinierend die Schauplätze, einfallsreich & sehr stimmungsvoll inszeniert!“ „Und so entwickelt sich – wie immer bei dieser passionierten Wahrheitssucherin –  aus der Frage ‚Was ist in dieser Nacht geschehen?‘ mehr als nur ein kriminalistisch motivierter Whodunit. Aber Moral macht noch keinen guten Krimi.“
Bei Quotenmeter.de schrieb Timo Nöthling: „Auch wenn es dem Drehbuch von Susanne Schneider etwas an Einfallsreichtum mangelt, die bereits erwähnten Genre-Klischees bemüht werden und die Protagonistin kaum noch den Facettenreichtum besitzt, um einen Fall ganz zu tragen, so ist es vor allem dem restlichen Cast und der Crew zu verdanken, dass ‚Bella Block - Die schönste Nacht des Lebens‘ zu einem der besseren Ausgaben der Reihe wurde.“ „Wer sich bislang weniger mit der Krimireihe befasste und das bald endende Format in guter Erinnerung behalten möchte, für den lohnt sich das Einschalten.“
Die Kritiker der Fernsehzeitschrift TV Spielfilm vergaben die bestmögliche Wertung (Daumen nach oben) und befanden: „Hoger und Bock harmonieren prächtig, dazu entwickelt sich der mit exzellenten Jungdarstellern besetzte Fall zu einem spannenden Krimi, der den militärischen Ehrbegriff auf den Prüfstand stellt - und an den tragischen "Kadettin Jenny"-Fall von 2008 erinnert.“ und zogen als Fazit: „Schon der Vorletzte? Das ist schade…“.